# Gander Lake
Der Gander Lake ist ein See in der kanadischen Provinz Neufundland und Labrador.

## Lage
Der Gander Lake befindet sich im Norden der Insel Neufundland. Der <drr hat eine Fläche von 113,2 km². Der 29 m hoch gelegene langgestreckte See weist eine Länge von 54 km sowie eine maximale Breite von 2,7 km auf. Die mittlere Wassertiefe beträgt 105,4 m, die maximale Wassertiefe liegt bei 288 m. Das Einzugsgebiet des Sees umfasst 4160 km². Am Nordufer befindet sich die Kleinstadt Gander. In das westliche Seeende münden die Flüsse Northwest Gander River und Southwest Gander River. Der See wird vom Gander River entwässert. Dieser verlässt den See am Ende einer Bucht am westlichen Nordufer.